# Byłem żołnierzem
Byłem żołnierzem è un cortometraggio documentario del 1970 diretto da Krzysztof Kieślowski.

## Trama
Un gruppo di soldati che hanno perso la vista a causa dell'esplosione di una mina, si racconta. 
Gli orrori della guerra vengono descritti dalle parole di chi ne è tornato riportando non solo danni fisici permanenti, ma soprattutto traumi e ferite interiori che il tempo non riesce a cancellare. Ogni voce aggiunge particolari, opinioni, esperienze, sprazzi di storie personali che tracciano un quadro sempre più preciso degli avvenimenti accaduti. Nel corso della narrazione l'eroismo sbiadisce di fronte alla forza distruttrice della guerra che annichilisce l'uomo, privandolo della speranza e della possibilità di decidere della propria vita. La modalità scarna, essenziale del racconto è un gesto di accusa contro gli inganni della retorica patriottica.